# Greiz
Greiz är en stad i det tyska förbundslandet Thüringen och huvudort i distriktet (Landkreis) med samma namn. Staden ligger vid floden Weiße Elster och har cirka 
20 000 invånare.
Samhället grundades troligtvis av slaver och 1209 nämns orten för första gången i en urkund under namnet Grewecz. 1225 kom staden under ätten Reuss styre, och var ända fram till 1918 residens för dess äldre linje, Reuss-Greiz. Stadsrättigheterna tillkom 1359. Sedan var Greiz residens åt furstehuset Reuss som byggde två slott i staden. 1871 etablerades en textilfabrik som dominerade ortens ekonomi.

## Sevärdheter
- Oberes Schloss (övre slottet), från medeltiden, större ombyggnad under 1700-talet
- Unteres Schloss (undre slottet), från 1500-talet, 1809 ombyggnad
- Stadsparken i engelsk stil
- Stadskyrkan

## Galleri

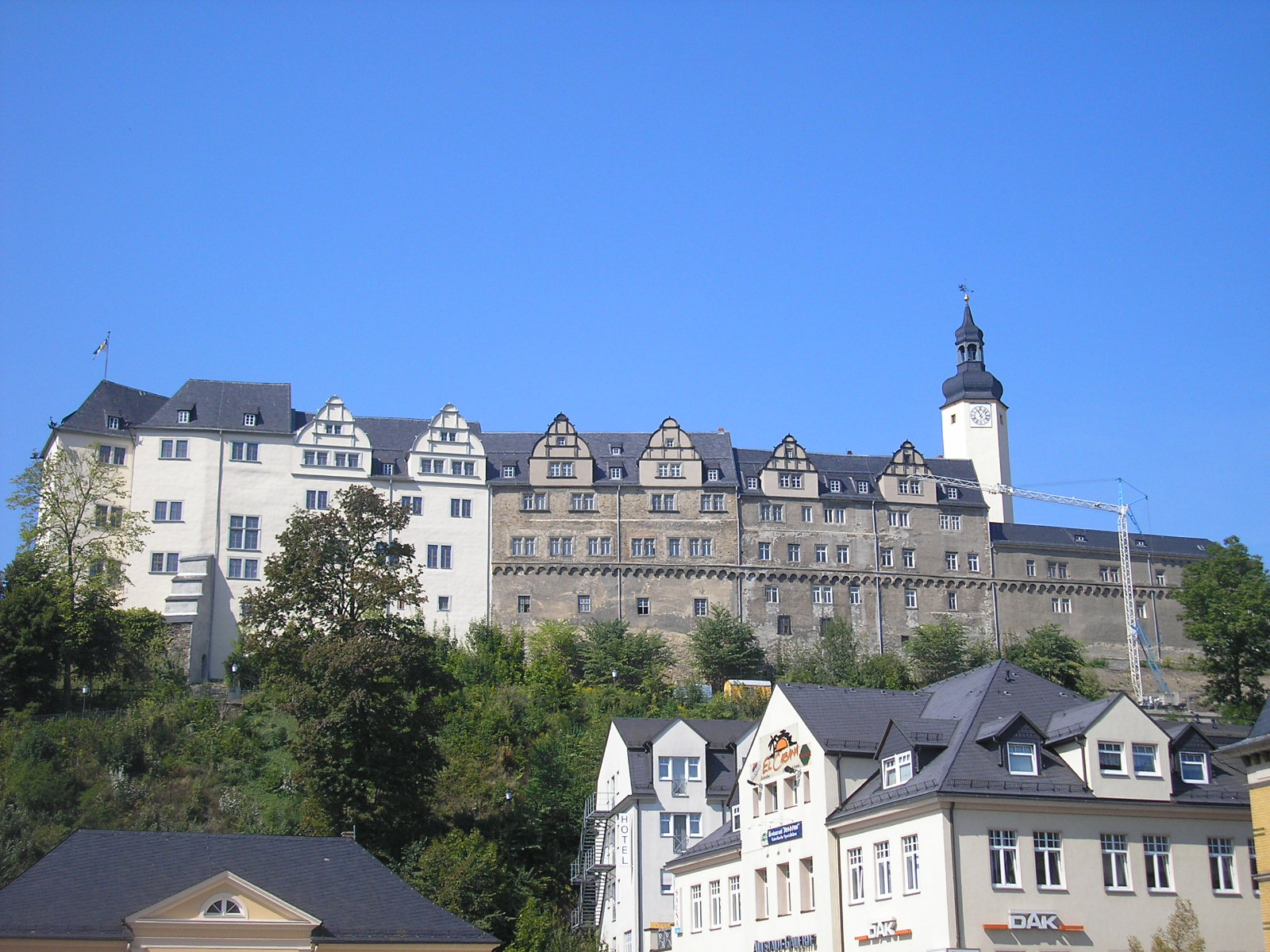
Oberes Schloss
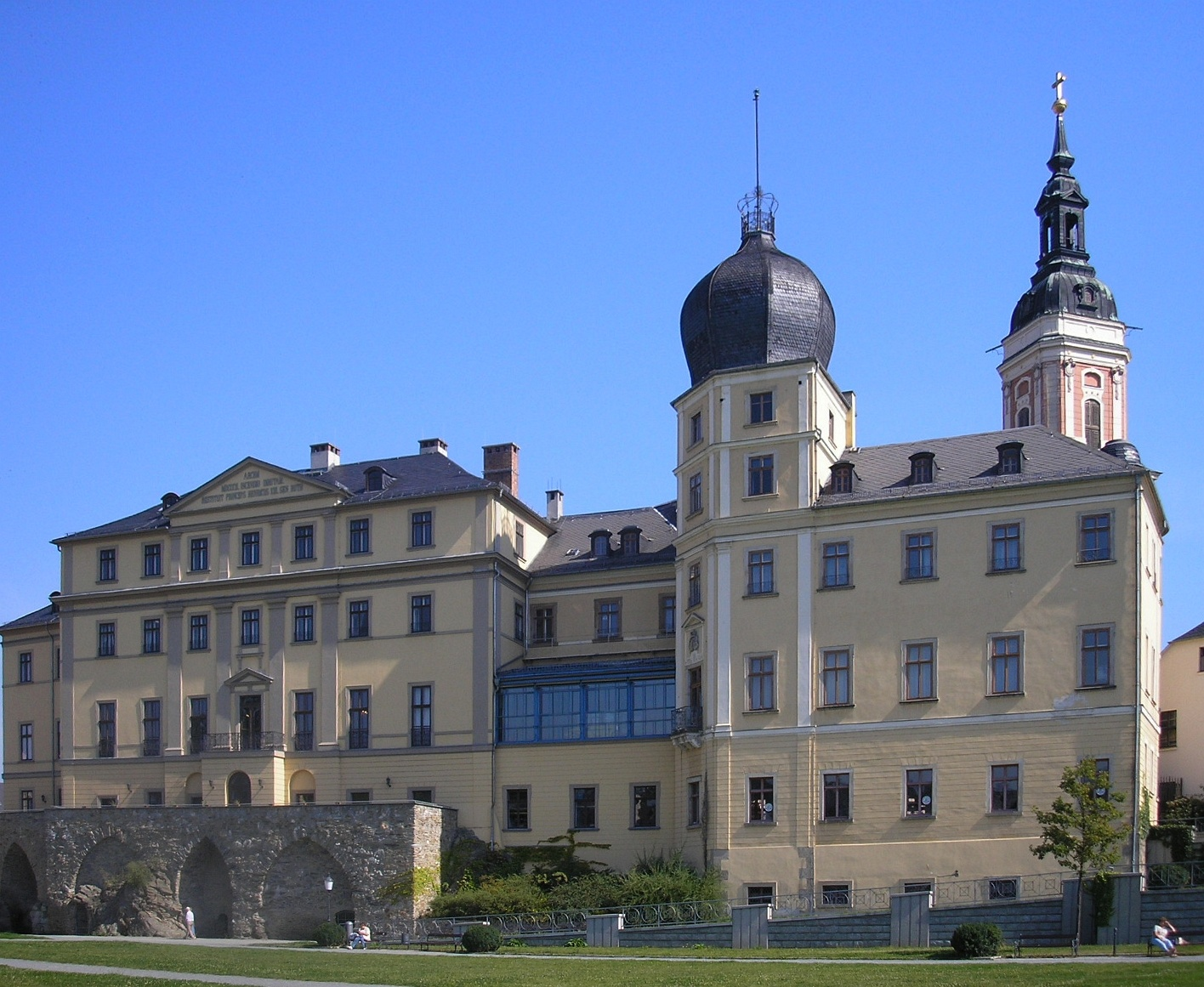
Unteres Schloss
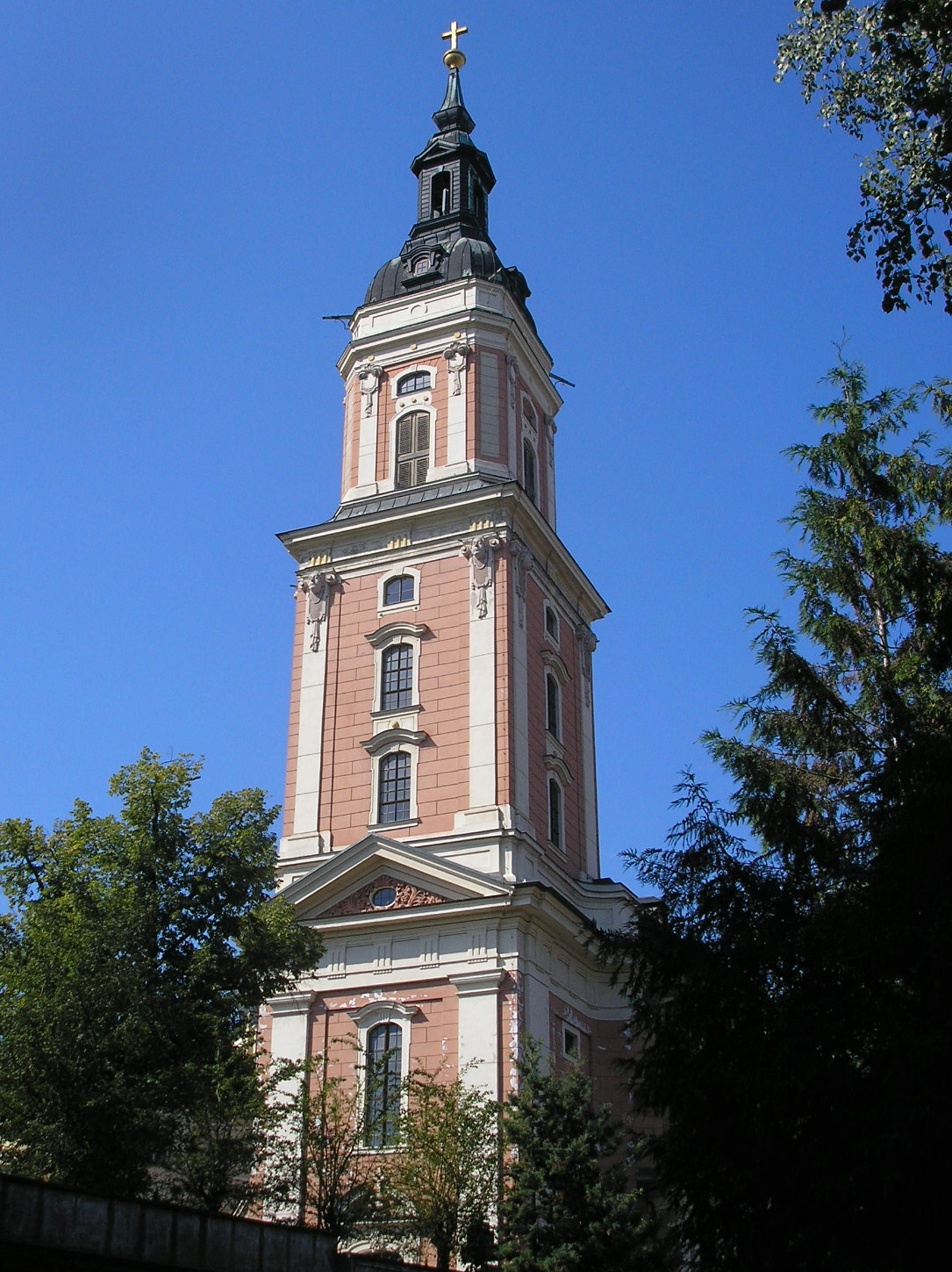
Stadskyrkan